# Blixttal
Ett blixttal eller lightning talk är en föreläsning eller presentation som är starkt tidsbegränsad.
Formatet används ofta vid konferenser där spelregler bestäms av arrangören. Längden kan variera, men 5 eller 10 minuter är vanligt förekommande tidsbegränsningar. När tiden är slut avbryts föreläsaren och publiken applåderar. Det är vanligt att flera blixttal hålls efter varandra.
Termen “lightning talk” användes för första gången vid YAPC (Yet Another Perl Conference) år 2000.